# Pat Moss
Patricia Ann Moss-Carlsson, detta Pat (Thames Ditton, 27 dicembre 1934 – Eaton Bray, 14 ottobre 2008), è stata una pilota di rally inglese.

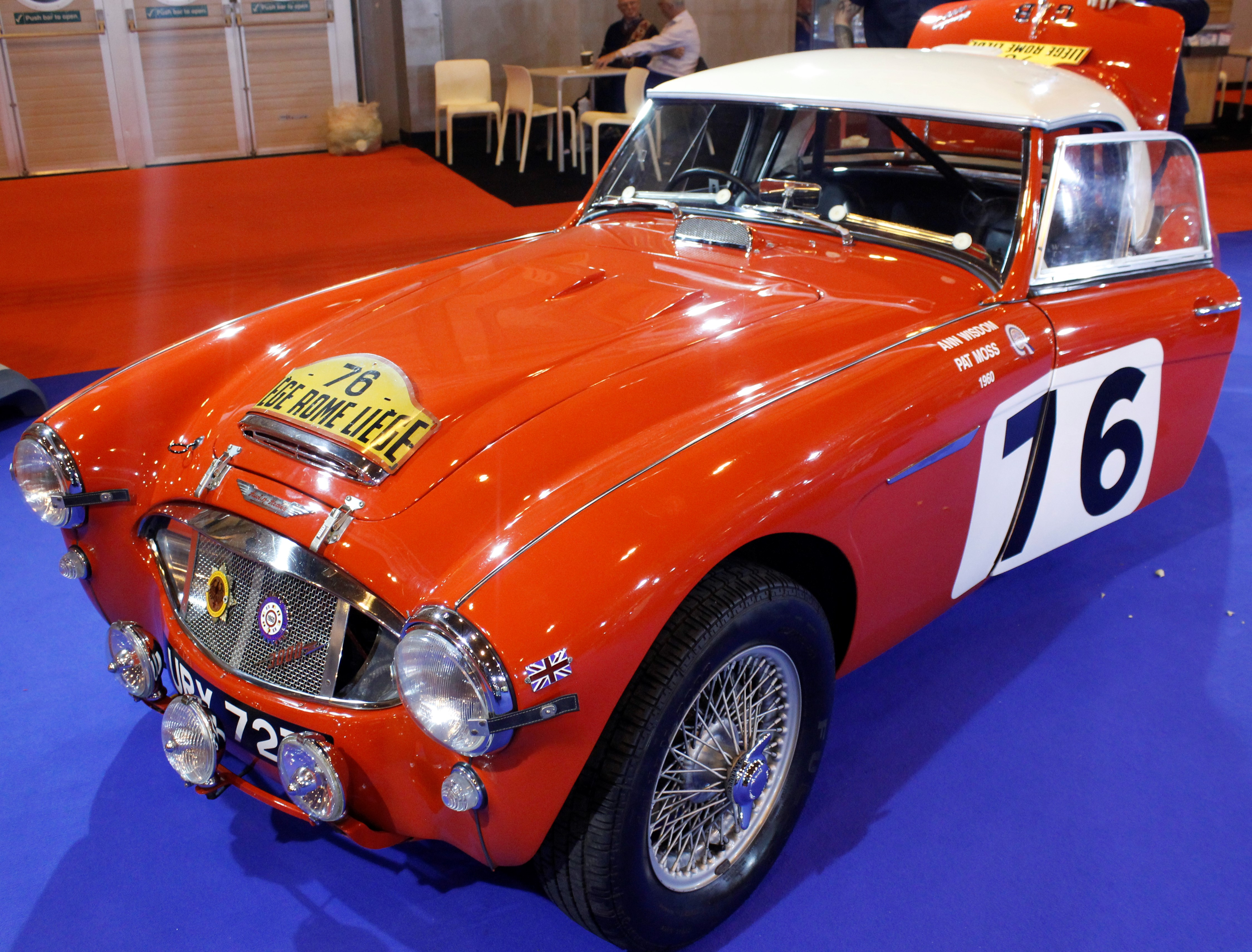
Austin Healey 3000 di Pat Moss

Sorella minore di Stirling Moss, un noto pilota di Formula 1 negli anni 50, fu una delle piloti di rally di maggior successo di tutti i tempi, ottenendo tre vittorie e sette podi in manifestazioni internazionali. Vinse anche cinque volte il Campionato Europeo di Rally femminile (1958, 1960, 1962, 1964-1965). Nel 1960 vinse su una Austin Healey 3000 la Liegi-Roma-Liegi, divenendo la prima donna a vincere una competizione rallistica di livello internazionale. Nel 1963 si sposò con il pilota di rally svedese Erik Carlsson.
È autrice di un libro di memorie The Story So Far (1967) e, insieme a suo marito, coautore di The Art and Technique of Driving (1965).

## Palmarès
- Liegi-Roma-Liegi: 1
1960 su Austin Healey 3000
- Rally del Sestriere: 1
1968 su Lancia Fulvia Coupé HF

## Risultati nel mondiale rally

### ICM
- 1972 - Alpine-Renault A110 1600 - 10° al Rally di Monte Carlo

### WRC
| 1973 | Scuderia | Vettura                  |     |  |  |  |  |  |  |  |  |  |  |     |  |  |  |  | Punti | Pos. |
| ---- | -------- | ------------------------ | --- |  |  |  |  |  |  |  |  |  |  | --- |  |  |  |  | ----- | ---- |
| 1973 |          | Alpine-Renault A110 1800 | Rit |  |  |  |  |  |  |  |  |  |  | Rit |  |  |  |  |       |      |

| 1974 | Scuderia           | Vettura               |  |  |  |  |  |  |    |  |  |  |  |  |  |  |  |  | Punti | Pos. |
| ---- | ------------------ | --------------------- |  |  |  |  |  |  | -- |  |  |  |  |  |  |  |  |  | ----- | ---- |
| 1974 | Dealer Team Toyota | Toyota Celica 1600 GT |  |  |  |  |  |  | 28 |  |  |  |  |  |  |  |  |  |       |      |

| Legenda | 1º posto | 2º posto | 3º posto | A punti | Senza punti | Ritirato | Squalificato | NP=Non partito C=Gara cancellata | Apice=Power stage |